# Кам'янський коледж фізичного виховання
Кам'янський фаховий коледж фізичного виховання (КФКФВ) — один з найдавніших навчальних закладів фізичного виховання в Україні.

## Історія
11 серпня 1930 року Постановою Ради народних комісарів УРСР засновано Дніпропетровський технікум фізичної культури. Директором технікуму було призначено начальника спортивного відділу окружного комітету фізкультури Бориса Миколайовича Гвоздєва, який за короткий час зумів створити дружний колектив. Вступні іспити майбутнім студентам довелося здавати в Палаці культури ім. Ілліча, а потім і навчатися в його приміщеннях.
Травень 1933 року — відбувся перший випуск — 52 юнаків і дівчат стали викладачами фізкультури, серед випускників були: В.Шаблінський — заслужений тренер України та СРСР з баскетболу; Я.Мельников, В.Іванов, С.Волков, В.Макєєв, Є.Маяцький, які багато зробили для розвитку фізичної культури і спорту в Дніпропетровській області.
1937 рік — за успіхи у фізкультурно-масовій роботі технікум був представлений на Всесоюзній сільськогосподарській виставці та нагороджений почесним дипломом.
1939 рік — чоловіча і жіноча команди лижників побували в розташованому на Кольському півострові місті Кіровську, де відбулися Всесоюзні змагання серед технікумів. Перша — до складу якої входили С.Тарасов, М.Гладков, Г.Олешко і Є.Красильніков, посіли У місце. Дівчата — Г.Бовкун, Є.Медведєва, М.Лукіна посіли III місце в естафеті 3х5 км. Того часу спортсмени технікуму посідали призові місця в усіх обласних та міських змаганнях. Чемпіонами з класичної боротьби були Д.Кравцов, Л.Тітов, Г.Фінченко; з боксу — К.Таран, Є.Поляков, І.Зінченко (посів II місце на одному з Чемпіонатів України). Є Медведева була членом баскетбольної команди «Сталь».
1940 рік — Дніпропетровський технікум втретє посідає І місце за підсумками змагань серед 36 технікумів фізкультури країни. Колектив нагороджується прапором Всесоюзного комітету зі справ фізкультури і спорту при Раді Міністрів СРСР, який зберігається в Дніпропетровському історичному музеї імені Д. І. Яворницького.
1941 рік, липень — відбувся 9-й випуск студентів, які поряд з викладачами зі зброєю в руках пішли захищати Вітчизну, серед них — А.Волченков — Герой Радянського союзу, генерал-майор М.Миронов. Цього ж року технікум евакуйовано в м. Саратов, де на базі також навчального закладу нечисленний колектив викладачів продовжував підготовку фахівців.
Коли Дніпропетровськ звільнили від окупантів, працівники технікуму з берегів Волги повернулися на береги Славутича. 25 травня 1944 року директором технікуму був призначений майстер спорту М. С. Бабець. І під його керівництвом навчальний заклад став іншим. Насамперед, відремонтували приміщення для занять, канцелярії, бухгалтерії. Після цього викладачі роз'їхалися по районах області для набору учнів. Були укомплектовані 6 груп першого курсу і одна — другого. Причому на період навчання дніпропетровцями стали юнаки і дівчата з багатьох областей України та Російської Федерації. У гуртожитку місця отримали 150 чоловік, ще 80 жили в родичів, знімали кімнати.
Протягом 1946—1947 років навчальна програма була успішно виконана. Розрядниками стали десятки хлопців. Особливо добре вони виступили на міських змаганнях з боксу, фехтування, лижного спорту, посівши перші місця в загальнокомандному заліку. Перемогли і у легкоатлетичних естафетах на призи газет «Днепровская правда» і «Зоря».
У 1947-му у Львові була проведена перша Всесоюзна спартакіада технікумів фізичної культури, в якій взяли участь понад 20 колективів. Відбулися змагання з легкої атлетики, спортивної гімнастики, плавання і баскетболу. У складі дніпропетровців, крім кращих учнів, були майстри спорту: директор навчального закладу М. Бабець, викладачі І. Муренко, Ю. Болдирєв, Є. Губенко. Виступили вони добре, зайнявши четверте місце в загальнокомандному заліку. До речі, такі спартакіади проводилися до 1954 року. Команди технікуму, відповідно, посідали місця: 1948-й — третє, 1949-й — перше, 1950-й — друге, 1951-й — друге, 1952-й і 1953-й — перше.
1952 рік — випускники технікуму, легкоатлети М. Білокуров і Ф. Марулін, взяли участь в Олімпійських іграх, а гімнастка Р. Баранова перемогла на першості України.
За десять років у навчальному закладі були підготовлені десятки майстрів спорту. Серед них легкоатлети, борці, боксери, гімнасти, важкоатлети. Кілька разів команди технікуму перемагали в естафетах на призи газет «Днепровская правда» і «Зоря». За доброю традицією гімнасти виступали на площах і стадіонах міста. Учні входили до складу збірних команд добровільних спортивних товариств «Іскра», «Медик», «Спартак», обласної ради профспілок. І в тому, що вони досягали успіхів на Всесоюзних змаганнях, була велика заслуга юних дніпропетровців. Кращі випускники стали рекордсменами країни і світу. Р. Борисова завоювала золоту медаль на чемпіонаті світу зі спортивної гімнастики в складі збірної СРСР.
1960 рік — випускниця технікуму Л.Лисенко (Гуревич) стала олімпійською чемпіонкою в бігу на 800 метрів. До збірних країни входили — волейболістка Є.Коржова, гандболістка О.Вунтесмері, баскетболістка Ф.Орел, яка стала чемпіонкою Європи і світу.
У 1976 році на новій базі технікуму було створено педагогічний факультет Київського державного інституту фізичної культури.
Рішенням Дніпропетровського облвиконкому і постановою Комітету з фізичної культури і спорту при Раді Міністрів УРСР, того ж року, технікум переводять до міста Дніпродзержинськ.
1977 навчальний рік розпочався в будівлі СШ № 29 Баглійського району, директором технікуму став М. М. Полторак. Разом із заступником з навчальної роботи Г. А. Довбишем та завідувачем денним відділенням А. М. Неділько, які залишилися вірними навчальному закладу, викладачами та співробітниками, він додав багато зусиль для реконструкції колишньої школи.
1979 рік — команда технікуму посіла І місце в республіці у військово-спортивній грі «Орля» і II у Всесоюзних змаганнях.
1980 рік — колектив технікуму відзначає своє 50-річчя. Найціннішим подарунком стало олімпійське золото Султана Рахманова (м. Москва, 1980 р.).
1984 рік — студенти технікуму гідно представляли Україну на змаганнях «Дружба-84» в м. Москва.
1985 рік — студенти технікуму беруть участь в XII Всесвітньому фестивалі молоді і студентів в м. Москва. Причому з усіх середніх навчальних закладів країни у святах брали участь тільки дніпродзержинці.
З 1997 року і по теперішній час директором коледжу працює Чибісов Віктор Іванович. В 1976 році він закінчив Київський національний інститут фізичної культури і повернувся до рідної альма матер, спочатку викладачем, потім очолив кафедру легкої атлетики, був заступником директора з виховної роботи і 21 рік очолює колектив коледжу.
В 1995 році технікум пройшов державну атестаційну експертизу і одержав ліцензії на підготовку молодших фахівців і бакалаврів.
19 жовтня 1996 року Міністерство в справах молоді і спорту України реорганізувало навчальний заклад в Дніпродзержинський коледж фізичного виховання.
2000 року коледж починає здійснювати освіту за другим рівнем акредитації. 
В 2003 році в коледжі відкривається заочне відділення.
У 2006 році коледж значно розширився. Колишня середня школа № 14, розташована на вул. Подільська стала його головним корпусом. Було відремонтовано всі приміщення будівлі, реконструйовані спортивні зали. Навіть за цих умов студенти тренувались, ставали чемпіонами України, Європи і світу.

## Випускники
1. Фешко Юрій Юрійович (1994—2018) — старший солдат Збройних сил України, учасник російсько-української війни.
2. Григорій Басалаєв — майстер спорту, рекордсмен СРСР, член збірної країни, призер кросу на призи газети «Юманіте».
3. Федір Марулін — майстер спорту, чемпіон СРСР, член збірної команди країни. Учасник XV Олімпійських ігор.
4. Петро Іванов — майстер спорту, чемпіон України, призер першості СРСР.
5. Валентина Щукіна — майстер спорту, член збірної УРСР, призер міжнародних змагань на призи братів Знаменських.
6. Ніна Гордієнко — Карпюк — майстер спорту, рекордсменка і чемпіонка УРСР.
7. Юрій Попов — майстер спорту.
8. Анастасія Лєтунова — майстер спорту.
9. Яків Лосевський — майстер спорту, чемпіон і рекордсмен України з ходьби.
10. Роман Шпілька — майстер спорту, переможець міжнародних змагань.
11. Ілона Миргородська — майстер спорту.
12. Олександр Ступак — майстер спорту.
13. Тетяна Новікова — майстер спорту.
14. Маргарита Болховітіна — майстер спорту.
15. Григорій Правило — майстер спорту, призре першості України.
16. Олександра Вунтесмері (Омельчук) — майстер спорту з гандболу, чемпіонка та призре першості СРСР, член збірної СРСР, визнана однією з кращих гравців Європи.
17. Володимир Кійко — майстер спорту з гандболу, призер першостей СРСР, входив до складу збірної України.
18. Юрій Карп — суддя республіканської категорії з баскетболу.
19. Євгенія Коржова — майстер спорту з волейболу, чемпіонка СРСР, володарка Кубка європейських чемпіонів, входила до складу збірної країни.
20. Валентин Турчинов — майстер спорту з волейболу, був заступником голови спортивного клубу «Локомотив» Придніпровської залізниці.
21. Петро Москаленко — заслужений тренер України з волейболу.
22. Іван Третяк — майстер спорту з волейболу.
23. Ігор Бандурко — майстер спорту з волейболу.
24. Всеволод Вєрьовкін — майстер спорту з волейболу.
25. Василь Пастушенко — майстер спорту з волейболу.
26. Петро Смірнов — один з перших баскетболістів Дніпропетровська, був головою спортивного клубу «Локомотив» Придніпровської залізниці.
27. Віктор Волков — майстер спорту з баскетболу.
28. Надія Безук — майстер спорту з баскетболу.
29. Сергій Ємець — майстер спорту з баскетболу.
30. Юрій Калашніков — майстер спорту з баскетболу.
31. Юрій Михайлов — майстер спорту з баскетболу.
32. Григорій Масіч — майстер спорту з баскетболу.
33. Віктор Туркеніч — майстер спорту з баскетболу.
34. Валентина Олещенко (Савекіна) — майстер спорту з баскетболу.
35. Михайло Дідевич — майстер спорту, легенда дніпропетровського футболу, капітан «Металурга» («Дніпра»), був дублером славнозвісного Григрія Федотова у команді московських армійців.
36. Геннадій Попович — майстер спорту з футболу, срібний і бронзовий призер першості Росії в складі «Зеніту» (Санкт — Петербург), володар Кубка Росії.
37. Сергій Голод — відомий футбольний воротар, чемпіон УРСР з хокею з м'ячем у складі дніпропетровського «Локомотива», колишній голова спортклубу «Сталь».
38. Діна Баглай (Морозова) — майстер спорту, входила до складу збірної УРСР, учасниця Всесоюзного фізкультурного параду 1954 року.
39. Валентина Бархатна — майстер спорту.
40. Лідія Боровська — майстер спорту.
41. Людмила Гречко (Колесова) — майстер спорту.
42. Раїса Заходякіна (Піщидіна) — майстер спорту.
43. Людмила Кійко — майстер спорту, учасниця першостей України, ВЦСПС.
44. Людмила Максименко — майстер спорту.
45. Людмила Піщидіна (Зундер) — майстер спорту.
46. Римма Стьопіна — майстер спорту, член збірної України з естетичної гімнастики.
47. Світлана Тимофєєва — майстер спорту.
48. Алла Шульцман (Удалова) — майстер спорту.
49. Раїса Алексєєва — майстер спорту, учасниця першостей України.
50. Раїса Баранова (Сафронова) — майстер спорту, учасниця першостей УРСР, СРСР, абсолютна чемпіонка України 1952 року, член збірної команди країни.
51. Юрій Болдирєв — майстер спорту.
52. Валентина Бондюк (Бабіч) — майстер спорту.
53. Світлана Башкатова — майстер спорту.
54. Гаррі Вистрічев — майстер спорту.
55. Тетяна Венгер — майстер спорту, тренер орджнікідзевської ДЮСШ.
56. Олександр Вишневецький — майстер спорту.
57. Фіра Гофштейн (Демидова) — майстер спорту, учасниця першостей УРСР, СРСР.
58. Тетяна Гавриленко (Шевченко) — майстер спорту, заслужений тернер України зі спортивної акробатики.
59. Євгенія Данилова (Петрова) — майстер спорту, учасниця першостей УРСР, СРСР, член молодіжної збірної країни.
60. Віктор Калашніков — майстер спорту.
61. Жанна Коробкова — майстер спорту.
62. Надія Компанієць — майстер спорту.
63. Світлана Корота — майстер спорту.
64. Марія Кошева — майстер спорту.
65. Ростислав Крупій — майстер спорту.
66. Алія Латипова — майстер спорту.
67. Ганна Лукашева — майстер спорту, учасниця першостей СРСР, член збірної України.
68. Любов Лусникова (Засанова) — майстер спорту.
69. Любов Мороз — майстер спорту.
70. Михайло Приказчиков — майстер спорту.
71. Роман Проценко — майстер спорту.
72. Світлана Тимофеєва — майстер спорту.
73. Лідія Сисоєнко — майстер спорту.
74. Людмила Смільська — майстер спорту.
75. Алла Стасенко — майстер спорту.
76. Алла Фуртат — майстер спорту.
77. Людмила Яковлєва — майстер спорту.
78. Анатолій Волков — кандидат педагогічних наук, доцент кафедри гімнастики КДІФК.
79. Олена Власюк (Платова) — кандидат педагогічних наук, доцент кафедри КДІФК.
80. Ніна Долбишева — майстер спорту, кандидат педагогічних наук, доцент кафедри олімпійського та професійного спорту ДДІФКІС.
81. Василь Маєвський — першорозрядник, директор Кіровоградської СДЮСШОР, виховав 10 майстрів спорту.
82. Анатолій Попов — викладач Ленінградського інститут фізкультури імені Лєсгафта, кандидат педагогічних наук.
83. Анатолій Костюков — майстер спорту, член збірної УРСР.
84. Едуард Терешин — майстер спорту.
85. Ірина Ящ — майстер спорту.
86. Вадим Чеботенко — майстер спорту.
87. Ніна Головань — майстер спорту.
88. Олена Стеблянко — майстер спорту.
89. Наталя Божко — майстер спорту.
90. Людмила Андрощук — майстер спорту, тренер зі спортивної акробатики дніпродзержинської ДЮСШ № 4.
91. Тетяна Гак — майстер спорту.
92. Володимир Горошко — майстер спорту.
93. Наталя Кононенко (Стєблова) — майстер спорту, завуч севастопольської ДЮСШ.
94. Дар'я Кравець — майстер спорту, тренер зі спортивної акробатики дніпродзержинської ДЮСШ № 4.
95. Володимир Мишастий — майстер спорту.
96. Ірина Похваліт — майстер спорту, тренер зі спортивної акробатики дніпродзержинської ДЮСШ № 4.
97. Ганна Романова (Гончар) — майстер спорту, тренер зі спортивної акробатики дніпродзержинської ДЮСШ № 4.
98. Олена Станіславська — майстер спорту, тренер зі спортивної акробатики дніпродзержинської ДЮСШ № 4.
99. Римма Тарасикова — майстер спорту.
100. Анатолій Фроліков — майстер спорту, арбітр республіканської категорії.
101. Сергій Пєданов — майстер спорту.
102. Володимир Астахов — майстер спорту з плавання, чемпіон і рекордсмен України, призер першості СРСР, член збірної команди УРСР, кандидат педагогічних наук, доцент кафедри плавання ДДІФКІС.
103. Євген Кінцель — майстер спорту з плавання, чемпіон України.
104. Зінаїда Куца — майстер спорту з плавання, член збірної УРСР.
105. Марія Дудченко — майстер спорту.
106. Сергій Маньшин — першорозрядник з плавання, генерал — майор російської армії.
107. Раїса Приходько — першорозрядник з плавання, викладач кафедри плавання ДДІФКІС, підготувала 7 майстрів спорту.
108. Стасія Шапошнікова — майстер спорту з підводного плавання, чемпіонка УРСР, СРСР, член збірної країни.
109. Галина Подхалюзіна — майстер спорту зі стрибків у воду, чемпіонка УРСР, призер Спартакіади народів СРСР, член збірної країни.
110. Ольга Образцова (Голощук) — майстер спорту зі стрибків у воду, тренер орджнікідзевської ДЮСШ.
111. Григорій Ревін — майстер спорту з морського багатоборства.
112. Борис Покотило — майстер спорту з академічної греблі, призер першості СРСР.
113. Валентин Косенков — майстер спорту з академічної греблі, призер першостей СРСР, член збірної країни.
114. Людмила Белянінова — майстер спорту з академічної греблі.
115. Анатолій Добровольський — майстер спорту міжнародного класу.
116. Юрій Шрам — майстер спорту.
117. Сергій Волошин — майстер спорту.
118. Микола Прибєга — майстер спорту.
119. Алімагомед Тагіров — майстер спорту.
120. Рахім Рахманов — майстер спорту.
121. Сергій Нікітін — майстер спорту.
122. Володимир Романчук — майстер спорту.
123. Юрій Садовенко — майстер спорту.
124. Володимир Адаменко — майстер спорту.
125. Олександр Вінник — майстер спорту.
126. Сергій Стадник — майстер спорту.
127. Володимир Мукушев — майстер спорту.
128. Леонід Конотопчик — майстер спорту.
129. Петро Мамотько — майстер спорту.
130. Микола Конценебін — майстер спорту.
131. Ростислав Коцюба — майстер спорту.
132. Іван Левицький — майстер спорту.
133. Сергій Демченко.
134. Анатолія Будільський — майстер спорту з боксу, дев'ятиразовий чемпіон УРСР, призер першості СРСР.
135. Володимир Дорохов — майстер спорту з боксу, призер першості УРСР, арбітр республіканської категорії.
136. Валерій Сонкін — майстер спорту з боксу, п'ятиразовий чемпіон УРСР.
137. Володимир Вейцман — почесний майстер спорту з боротьби.
138. Яків Сімановський — майстер спорту з боротьби, учасник змагань на першість УРСР і СРСР.
139. Йосип Гуревич — майстер спорту з боротьби, призер першості УРСР і СРСР, суддя республіканської категорії.
140. Леонід Ракомін — майстер спорту з боротьби.
141. Ігор Сідаш — майстер спорту з п'ятиборства, призер першої Спартакіади України, суддя національної категорії.
142. Тамара Франчук — майстер спорту з мотоспорту.
143. Валентин Маліков — майстер спорту міжнародного класу, переможець міжнародних змагань.
144. Марина Овчаренко — майстер спорту міжнародного класу, срібний призер першості України, краща спортсменка Дніпропетровщини 2008 року.
145. Іван Степанченко — майстер спорту міжнародного класу, срібний призер першості України.
146. Роман Курись — майстер спорту, тренер ДЮСШ № 4 міста Дніпродзержинська.
147. Олександр кріпа — майстер спорту.
148. Євген Свіжевський — майстер спорту, тренер дніпродзержинського спортивного клубу «Перемога».
149. Владлен Лобанов — майстер спорту, в 2007 році був визнаний кращим наставником Дніпропетровщини.
150. Ростислав Бельмас — майстер спорту, чемпіон України.
151. Андрій Зима — майстер спорту міжнародного класу з карате-до, тренер вищої категорії.
152. Андрій Русол — майстер спорту з кіокушин карате.
153. Михайло Борисов — майстер спорту з кіокушин карате.
154. Олександр Гречаний — майстер спорту з кіокушин карате.
155. Анатолій Дерновський — майстер спорту.
156. Михайло Шипунов — майстер спорту, срібний призер першості України, тренер дніпродзержинського спортивного клубу «Перемога».
157. Катерина Єфіменко — майстер спорту.
158. Андрій Дерновський — майстер спорту, призер міжнародних змагань.
159. Борис Бабицький — майстер спорту з туризму.
160. Олександр Вознюк — майстер спорту з туризму.
161. Едуард Петров — майстер спорту з альпінізму.
162. Олександр Ткаченко — майстер спорту з альпінізму, полковник міліції.